# 国府町芝原
国府町芝原（こくふちょうしばはら）は、徳島県徳島市の町名。2010年3月現在の人口は1,455人、世帯数は602世帯。郵便番号は〒779-3112。

## 地理
徳島市の北西部に位置し、北井上地区に属する。吉野川の氾濫原にあたり、北は国府町佐野塚・国府町西黒田と接し、南東から東は飯尾川で限られる。水稲作と酪農、ホウレンソウ・キュウリ・ナス・トマトなど蔬菜の促成栽培の複合経営を行う純農村地帯。徳島県道206号西黒田中村線と徳島県道230号第十白鳥線が南北に並走し、国道192号に接続する。

### 河川
- 吉野川
- 飯尾川

### 小字
| - ウノ木 - 神楽免 - 観音堂 - 寺地 - 天神屋敷 - 天満 - 中庄 | - 西沢 - 西ノ窪 - 野神 - 橋本 - 東分 - 南芝原 - 宮ノ本 |  |

## 歴史
1967年（昭和42年）に名東郡国府町が徳島市に編入し、現在の町名となった。

## 施設
- 徳島西警察署国府町芝原駐在所
- 蔵珠院 - 高野山真言宗の仏教寺院。とくしま市民遺産に選定されている。
- 芝原城址

## 交通

### 道路
- 徳島県道15号徳島吉野線
- 徳島県道205号西黒田府中線
- 徳島県道206号西黒田中村線
- 徳島県道230号第十白鳥線